# Station Valkenburg

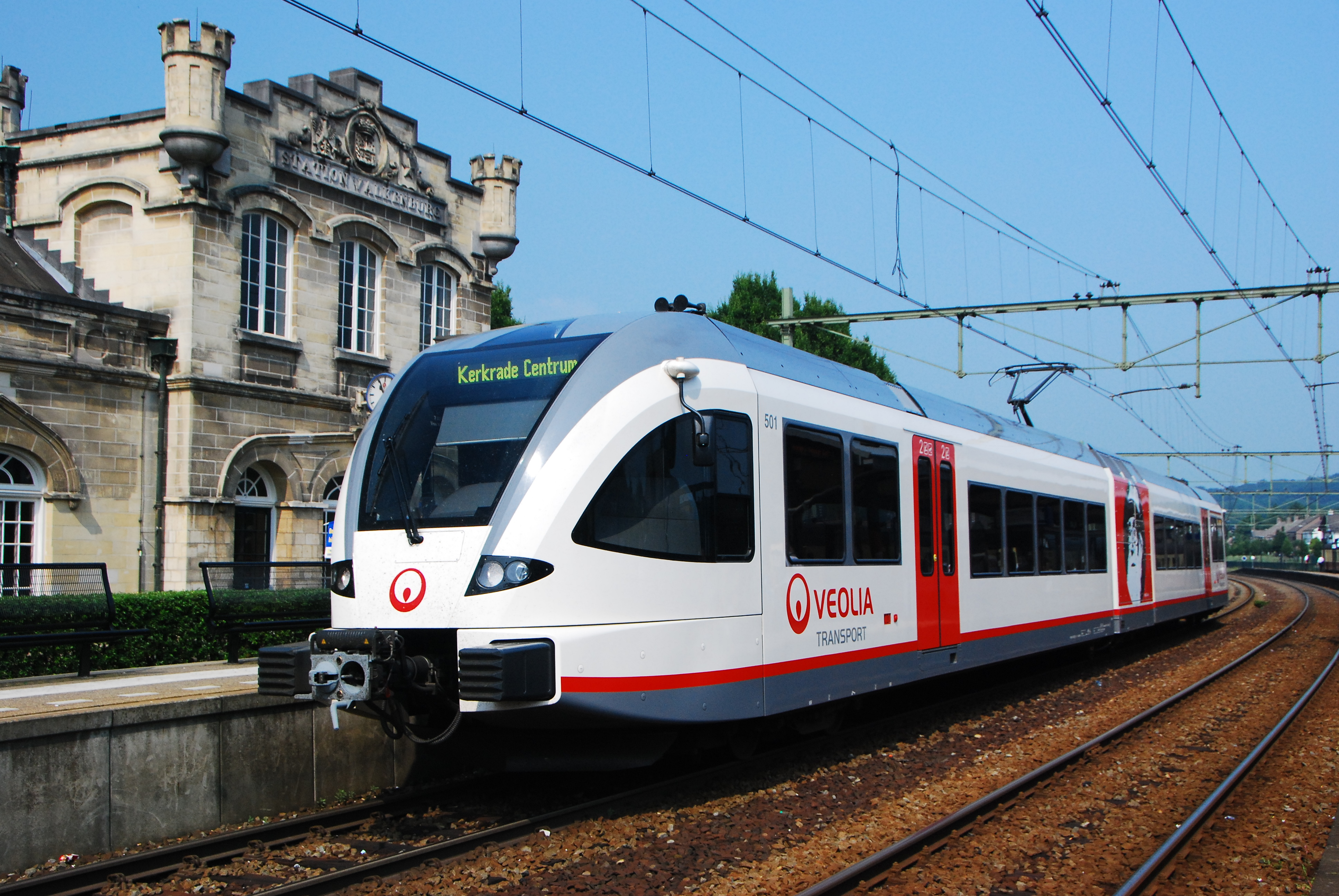
Veolia-trein op Station Valkenburg

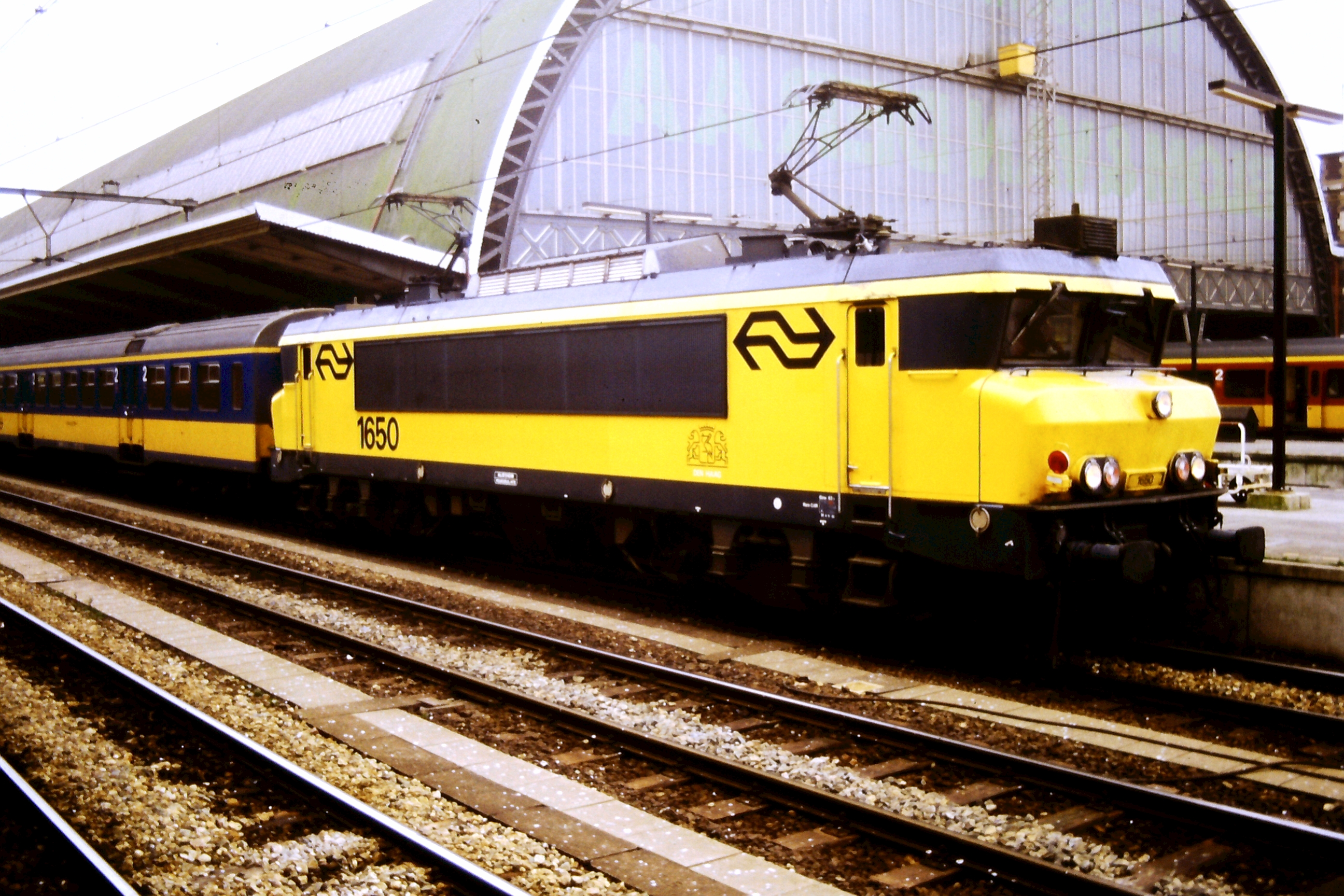
In de jaren 80 reden zaterdags enkele Intercity treinen van Amsterdam verder naar Valkenburg, maar de speciale Valkenburg Expressen waren meest Plan V treinstellen

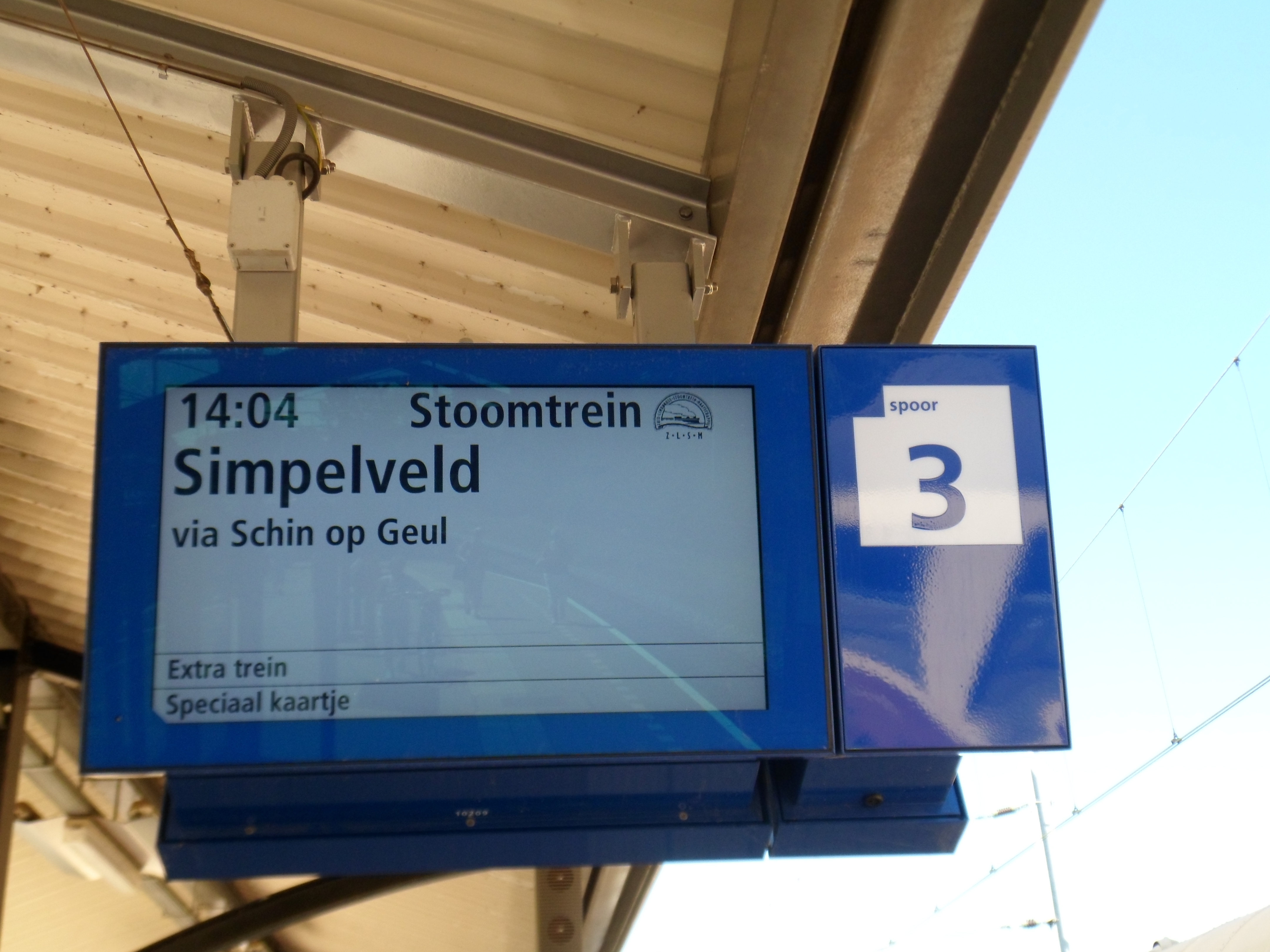
Vertrekbord ZLSM

Station Valkenburg is het spoorwegstation van Valkenburg in de Nederlandse provincie Limburg. Het station is gelegen aan het traject Maastricht - Heerlen, de zogenaamde Heuvellandlijn. Het stationsgebouw uit 1853 geldt als het oudste nog bestaande station in Nederland en is als rijksmonument opgenomen in de Top 100 van de Rijksdienst voor de Monumentenzorg uit 1990.

## Geschiedenis
Het station van Valkenburg werd gebouwd in opdracht van de Aken-Maastrichtsche Spoorweg-Maatschappij, die vanaf 1845 de spoorlijn Aken - Maastricht aanlegde, de eerste internationale treinverbinding van Nederland. Het uit mergelblokken opgetrokken gebouw werd ontworpen in de stijl van de vroege Engelse neogotiek of neotudorstijl door Johan Arthur Kool (1816-1873), mogelijk in samenwerking met Jacobus Enschedé. Het station werd geopend op 23 oktober 1853. In 1890 werden twee vrijstaande gebouwtjes aan de zijkanten gesloopt om plaats te maken voor zijvleugels, die aan het hoofdgebouw aansluiten. In 1930 volgde opnieuw een uitbreiding door Sybold van Ravesteyn. Beide uitbreidingen zijn gerealiseerd in de stijl van het oorspronkelijke gebouw van Kool.
Aanvankelijk lag het station aan de lijn Aken - Maastricht, later kreeg het aansluitingen naar Heerlen en Kerkrade (via de zogenaamde 'Miljoenenlijn'). In 2024 zijn er verbindingen met Kerkrade via Heerlen, Maastricht en ook rijden er treinen tussen Aken en Luik, die in Valkenburg stoppen. De stations Houthem-Sint Gerlach en Schin op Geul aan deze lijn behoren ook tot de gemeente Valkenburg aan de Geul.
Het gebouw is nog steeds als station in gebruik. In 2005 werd het enigszins vervallen station in oude staat teruggebracht. Van 2005 tot 2009 was het verhuurd aan onder andere een stationsrestauratie, een kiosk en een modeltreinenwinkel, en was er enige tijd een expositie over toeristisch Valkenburg, de Heuvellandlijn en de ZLSM ingericht. In de jaren daarna werden er incidenteel tentoonstellingen van lokale kunstenaar gehouden.

### Valkenburg Express
In de jaren 1970-'90 reden op zaterdagen in de zomervakanties extra treinen (de 'Valkenburg Express') direct van Amsterdam, Den Haag en Zwolle naar Valkenburg en terug. In 1985 waren er vijf reguliere dagelijkse intercitytreinen van Zandvoort aan Zee naar Maastricht, die van 8 juni tot 31 augustus op zaterdag naar Valkenburg doorreden (terug zes treinen), en bovendien op deze dagen twee bijzondere IC-treinen van Den Haag CS en Rotterdam CS naar Valkenburg, die gedeeltelijk niet in de reguliere IC-halteplaatsen 's-Hertogenbosch, Weert, Roermond of Sittard stopten. Er was ook een bijzondere Valkenburg Expres van Zwolle, die als stoptrein geclassificeerd was, maar alleen in Deventer, Zutphen, Arnhem en op alle haltes op het niet geëlektrificeerde traject Nijmegen – Venlo – Roermond stopten en vanaf Roermond zonder stop tot Maastricht reed.
De meeste Valkenburg Express-treinen reden via Maastricht, sommige via Heerlen. In 1988 waren er drie reguliere IC-treinen Zandvoort – Maastricht, die naar Valkenburg waren verlengd (terug twee), en drie bijzondere treinen van Amsterdam, Den Haag en Zwolle (als stoptreinen geclassificeerd, maar minder haltes dan intercitytreinen). In 1990 (30 juni tot 1 september) en 1993 (29 mei tot 28 augustus) waren er nog drie directe Valkenburg Expressen over, die in 1993 als sneltreinen van Amsterdam, Den Haag en Zwolle naar Valkenburg en terug reden. Kort daarna kwam een einde aan de Valkenburg Express.

## Treinverbindingen
De volgende treinseries halteren in de dienstregeling 2025 te Valkenburg:
| Serie            | Treinsoort                                             | Route | Bijzonderheden |
| ---------------- | ------------------------------------------------------ | --- | --- |
| 18900 RE 18 S 43 | Sneltrein / Regional-Express / S-trein (Arriva / NMBS) | (Luik-Guillemins – ) Maastricht – Valkenburg – Heerlen – Landgraaf – Herzogenrath – Aachen Hbf                    | Drielandentrein (LIMAX). Tussen Luik-Guillemins en Maastricht wordt 1x/uur gereden. Tussen Maastricht en Aachen wordt 2x/uur gereden. |
| 32000 RS 18      | Stoptrein (Arriva)                                     | Maastricht Randwyck – Maastricht – Valkenburg – Heerlen – Landgraaf – Eygelshoven – Chevremont – Kerkrade Centrum | |

Na middernacht rijden de laatste twee treinen uit de serie RS18 (richting Kerkrade Centrum) niet verder dan Heerlen.

## Voor- en natransport
De bussen van Arriva stoppen voor het station. Verder is er ten behoeve van diverse toeristische voorzieningen in Valkenburg, zoals het Holland Casino, een pendelbus van en naar het station. Bij het station is een parkeergelegenheid voor auto's, in exploitatie bij de gemeente. Verder zijn er fietskluizen en een onbewaakte fietsenstalling en is er een taxistandplaats.

## Architectuur
Het station van Valkenburg behoort tot de vijftig stations in Nederland die een representatief beeld geven van het gebouwenbezit van de NS en ProRail ('De Collectie'). Het gebouw van lokale krijtsteen ('mergel') heeft een rijke architectonische detaillering van accoladebogen, torentjes en balustrades met kantelen, die aan de architectuur van middeleeuwse kastelen refereren. Aan de perronzijde is boven de naam van het station een reliëf aangebracht bestaande uit het wapen van Valkenburg, geflankeerd door het wapen van Aken (de adelaar) en dat van Maastricht (de vijfpuntige ster). Aan de straatzijde bevindt zich een soortgelijk reliëf, waarbij het wapen van Valkenburg is vervangen door de stationsklok. Elders op de voorgevel zijn op een fries de wapenschilden aangebracht van Nederland en Duitsland (een leeuw en een adelaar) en een gevleugeld wiel (verwijzend naar de spoorwegen).

## Afbeeldingen

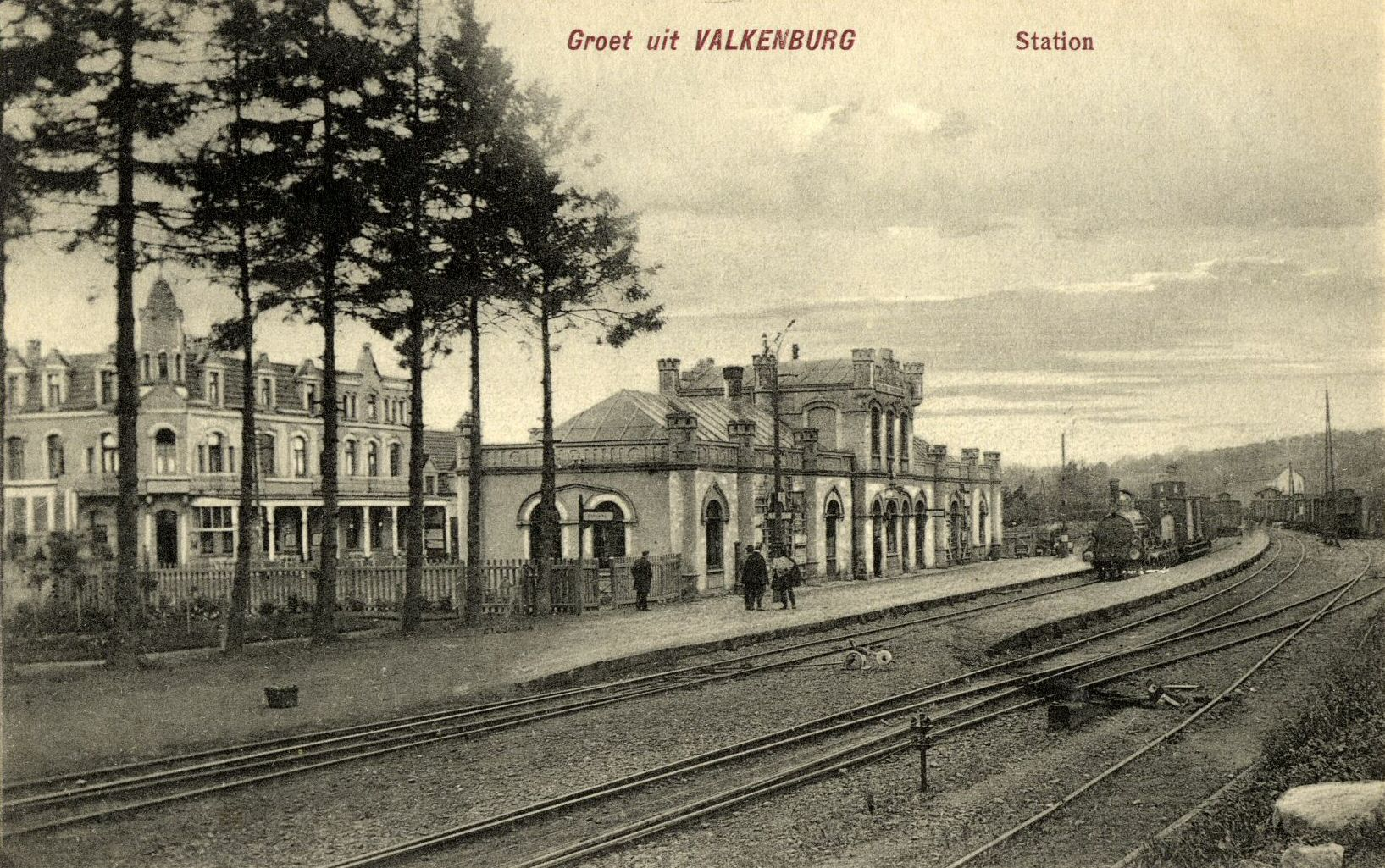
Station rond 1905-1910
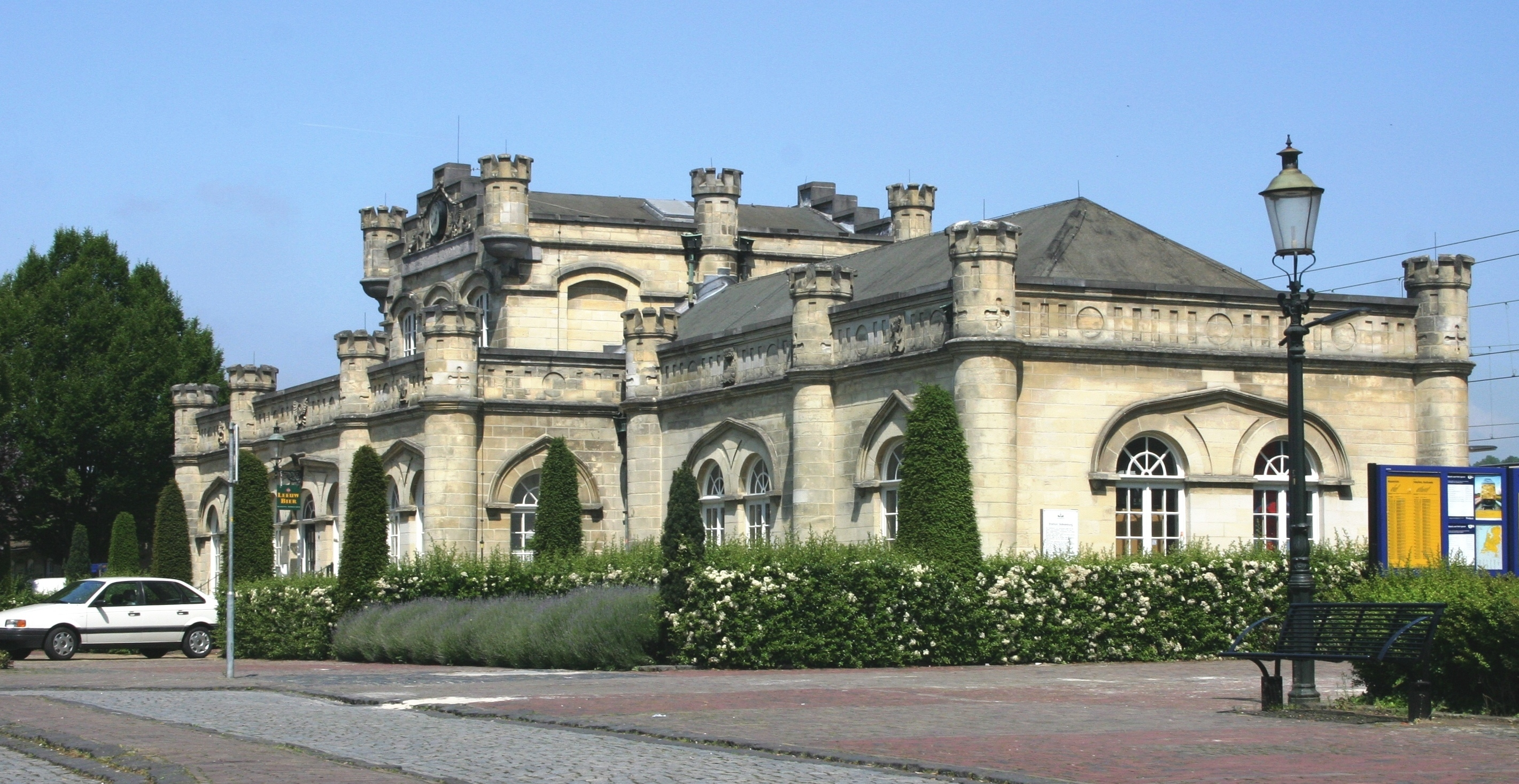
Stationsplein oostzijde
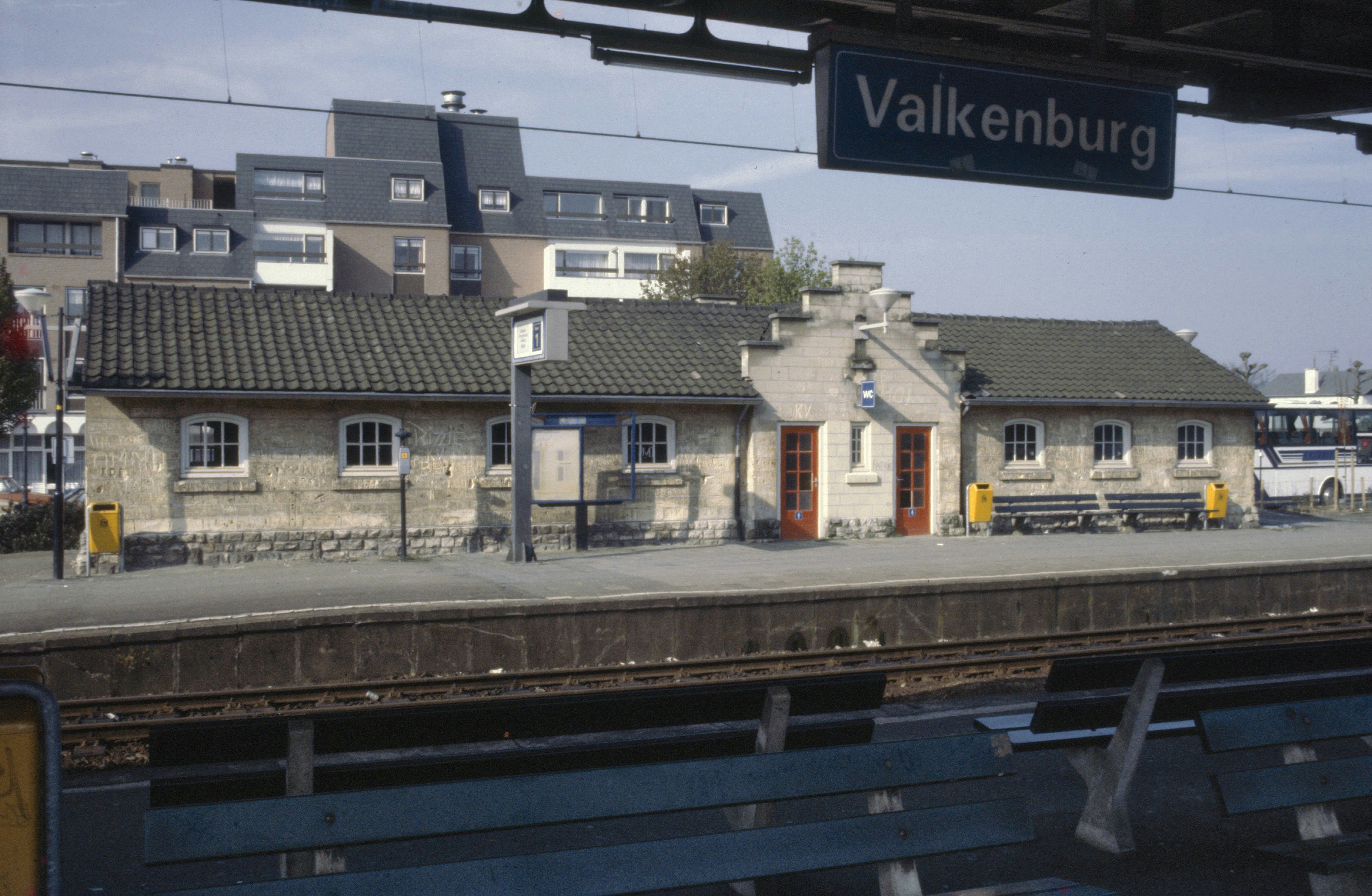
Perron en bijgebouw
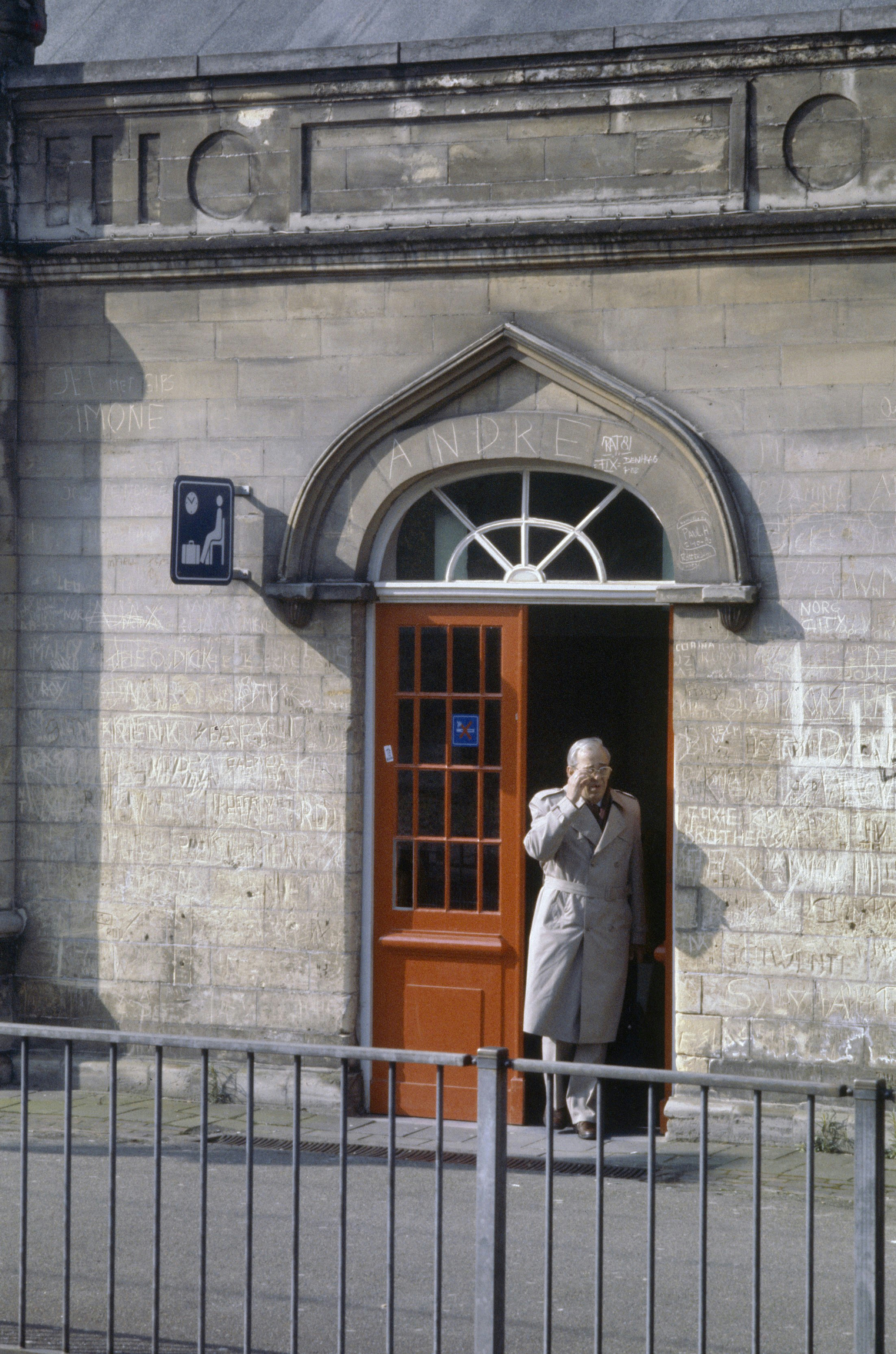
Entree stationshal
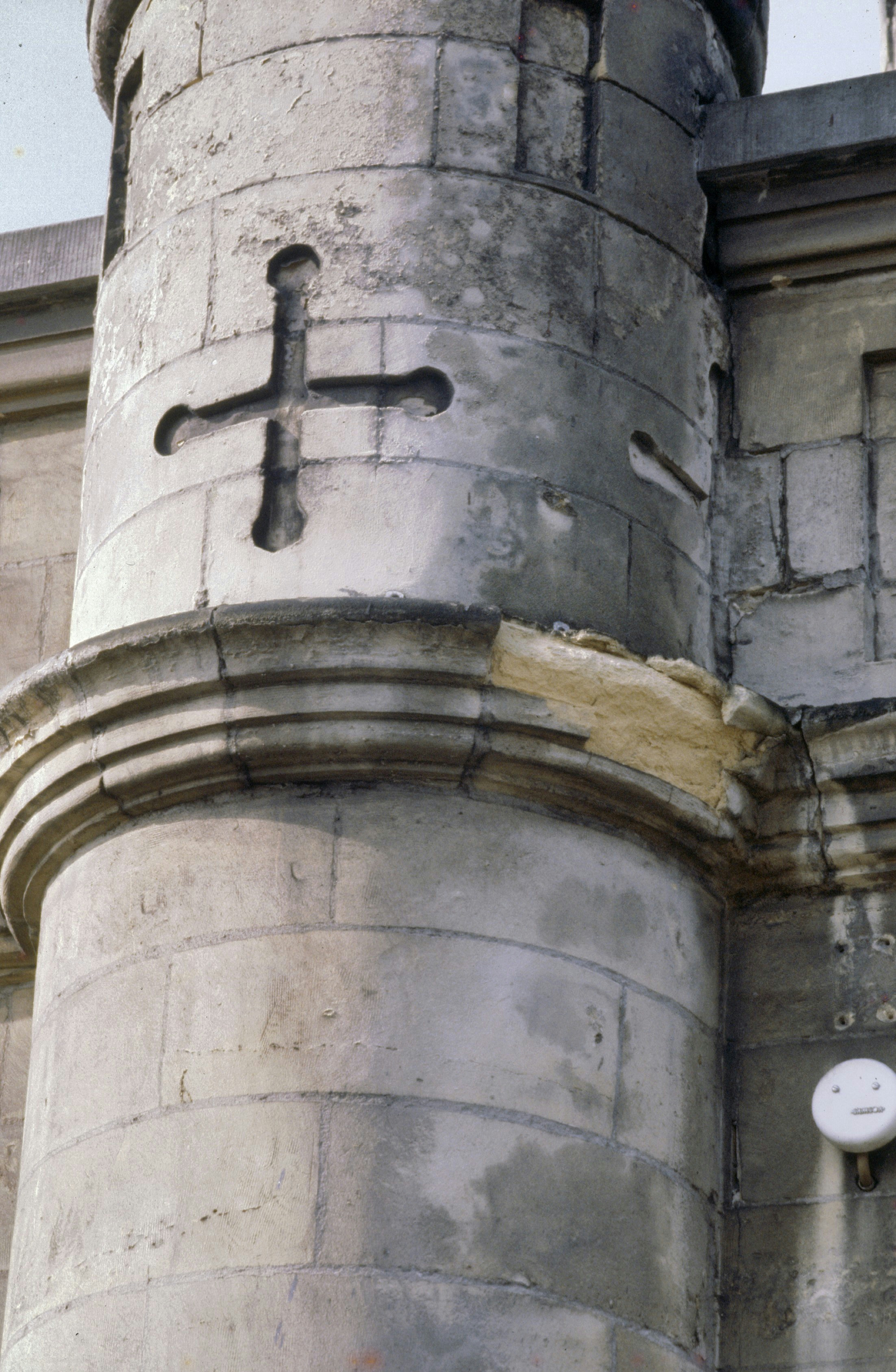
Architectuurdetail
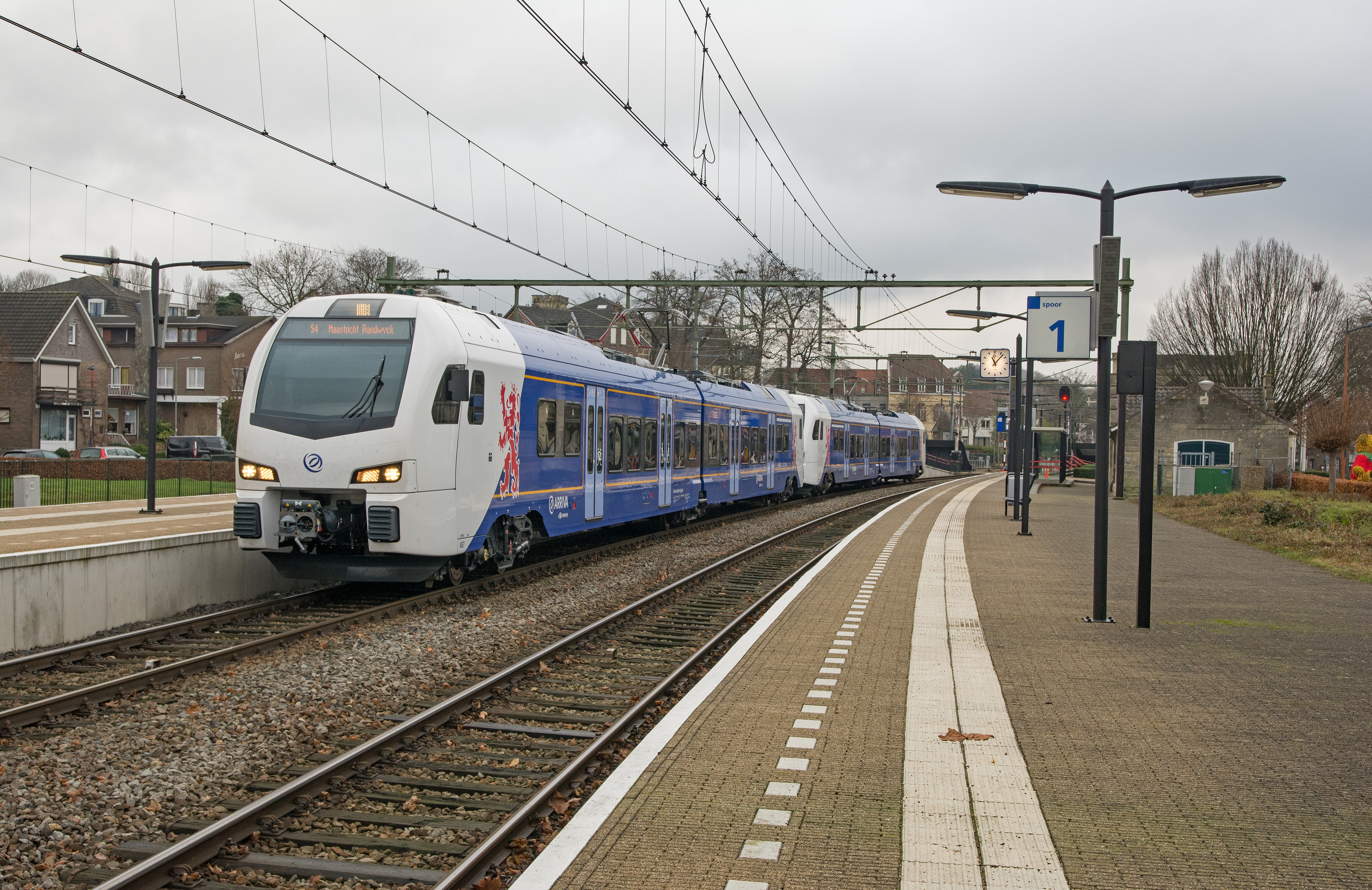
Arriva FLIRT op het station
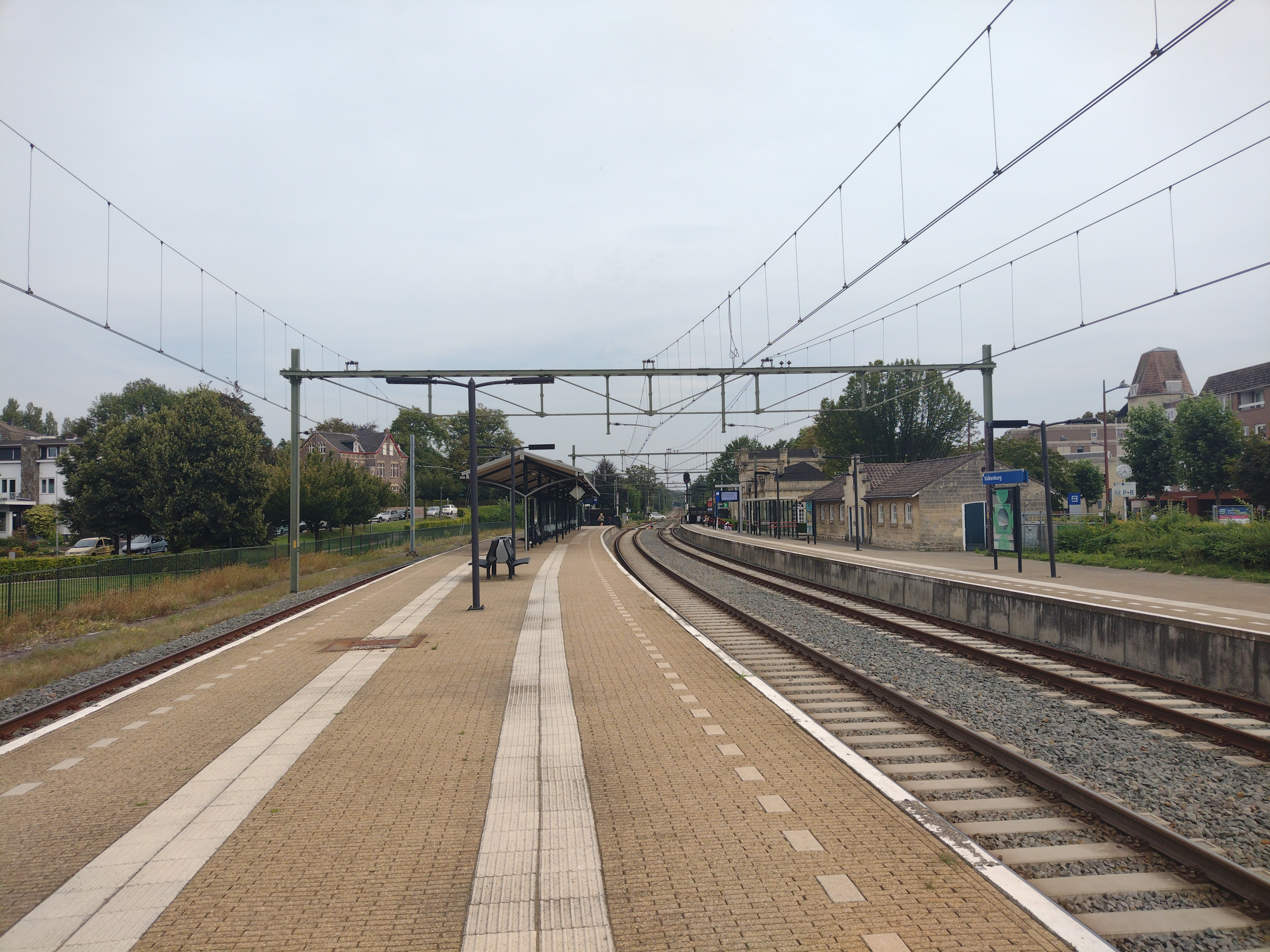
De perrons
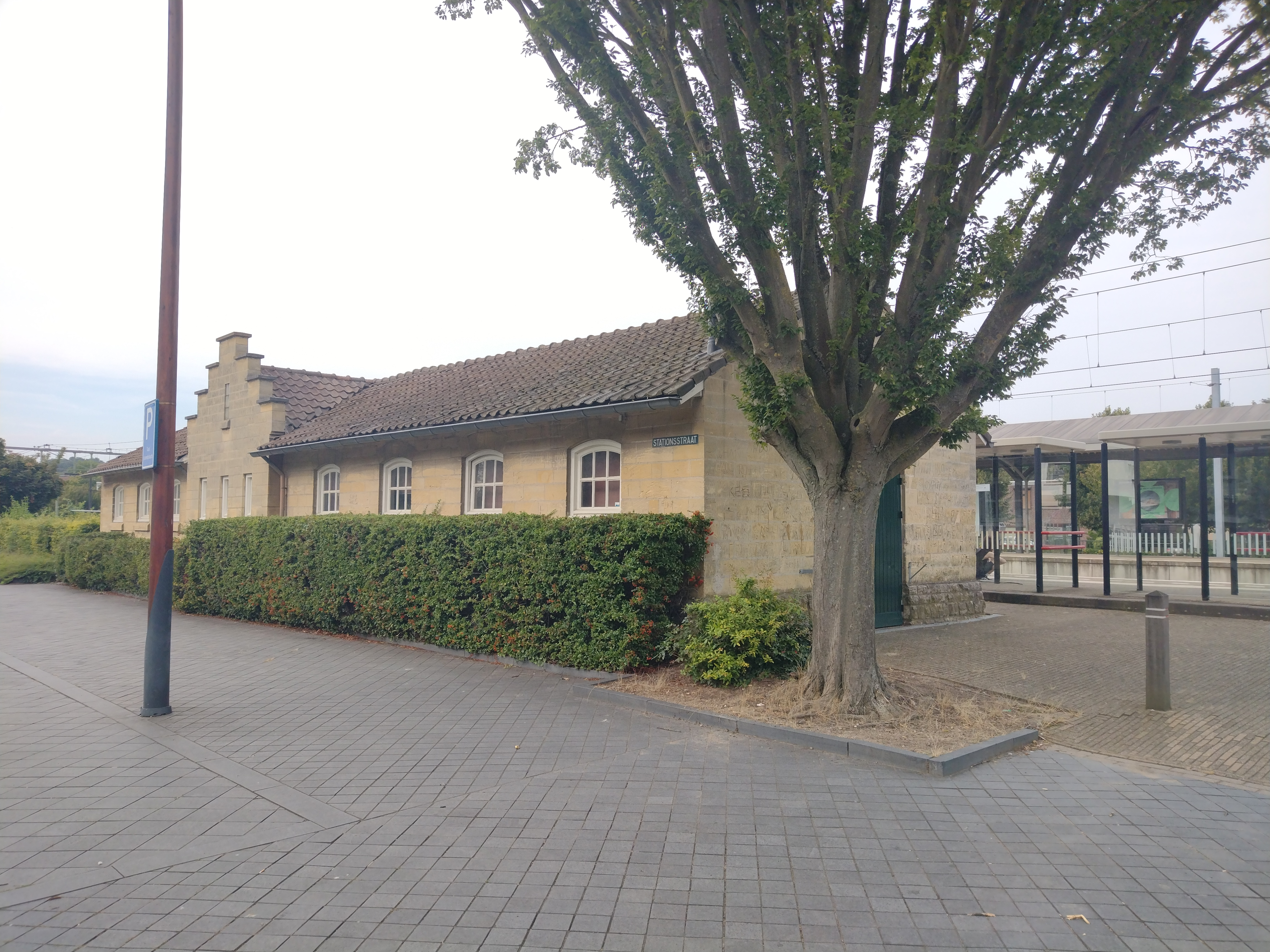
Bijgebouw

## Trivia
- De Museumtrein van de ZLSM wordt op de treinaanwijzers aangeduid als 'extra trein' naar Simpelveld, met als treincategorie 'stoomtrein'.
- Het middendeel van het station is in 2023 vereeuwigd als KLM Delfts blauw huisje.